# Полетика Григорій Андрійович
Полéтика Григóрій Андрíйович, (* 1725, Ромни — † 27 листопада (9 грудня) 1784, Санкт-Петербург) — український громадський діяч патріотичного спрямування, перекладач-поліглот, лексикограф, історик, бібліофіл, вважається одним із гіпотетичних авторів «Історії Русів».
Брат Івана Полетики, батько Василя Полетики.

## Походження
За сімейною легендою, правнук волинського православного шляхтича Івана Полетики, загиблого у битві під Хотином 1673 року.
Батько, Полетика Андрій Павлович — роменський війт, згодом на службі в Лубенському полку (значковий товариш, бунчуковий товариш).
Мати — онучка лубенського полковника Ілляшенка.
Був старшим із 5 синів.

## Біографія
Народився у місті Ромен Лубенського полку.
1746 — закінчив Києво-Могилянську академію, де одним із його вчителів (викладачем поетики) був Георгій Кониський (з ним Г.Полетика листувався до кінця життя).
1746-1771 — мешкав у Санкт-Петербурзі
Працював перекладачем у Петербурзькій академії наук (1746-1748) та у Священному синоді (1748-1764).
1762 — одружившись з дочкою колишнього генерального судді Івана Гамалії, отримав з посагом два села з хуторами біля Погару Стародубського полку. З часом став одним із найбагатших землевласників на Лівобережжі (Гетьманщині) кінця XVIII століття — за ним було записано 2685 селянських душ (1780). Про багатство Г.Полетики свідчить посмертний опис майна подружжя (1785) — самих лише діамантових прикрас дружини було на 6 тисяч тодішніх російських карбованців (не рахуючи інших золотих і алмазних речей).
З 1764 — головний інспектор морського шляхетного кадетського корпусу. На своїй посаді всіляко сприяв літературній творчості викладачів корпусу, впроваджував друковані підручники, склав словник 6 мовами, що повинен був, на його думку, «сприяти молодим людям Росії у навчанні тих мов, які є найголовнішими у світі і найпотрібнішими науками вважаються», перекладав і видавав книжки з морської справи.
1767 — обраний депутатом від шляхетства Лубенського полку до комісії для створення нового «уложення». У цій царині відзначився як автор двох документів: «Возраженіе депутата Гр. Полетики на наставленіе малороссійской коллегіи господину же депутату Дмитрію Наталину» (опубліковано 1851) та "Мненіе на читаный в 1768 г. в комиссіи «Проэктъ правамъ благородныхъ» (опубліковано 1926). Історик Олександр Лазаревський характеризує їх так: «Въ этихъ двухъ запискахъ Полетика является съ одной стороны вообще защитникомъ автономности Малороссіи, а съ другой — ревнивымъ ходатаемъ объ утвержденіи за „малороссійскимъ шляхетствомъ“ тѣхъ „правъ и привилегій“, которыя де во „время бытности Малыя Россіи подъ Польшею подтверждаемы были“. Эти двѣ записки, и въ особенности вторая, создали Полетикѣ репутацію — человѣка, „славившагося своею ученостью и патріотизмомъ къ краю своему“».
1773 — через стан здоров'я Г.Полетика звільнився зі служби і виїхав в Україну.
Перебуваючи у відставці, був зайнятий переважно веденням судових процесів за маєтки, зокрема, зі швагром Михайлом Гамалією. Виїхавши до Петербурга у справах, пов'язаних з цим позовом, захворів там і помер.

## Праці
Автор статті «О началѣ, возобновленіи и распространеніи ученія и училищъ въ Россіи и о нынѣшнемъ оныхъ состояніи», призначеної для публікації в «Ежемѣсячныхъ Сочиненіяхъ», але не надрукованої через протидію М.Ломоносова.
Інші праці:
- «Сборник прав и привилегий малороссийского шляхетства»
- «Записка, как Малая Россия во время владения польського разделена была и о образе ее управления»
- «Записка о начале Киевской Академии»
- «Истинныя основания и должности христіанскія вѣры или наставлѳніѳ язычникамъ, обращающимся въ христіанскую вѣру» (1762)
- «Словарь на шести языкахъ: на россійскомъ, греческомъ, латинскомъ, французскомъ, нѣмецкомъ и английскомъ» (1763)

Переклади з грецької:
- «Епиктита, стоическаго философа, енхиридіонъ и апоѳегмы и Кевита Ѳивейскаго картина или изображеніе житія человѣческаго» (1767, 1769)
- «Ксенофонта, о достопамятных дѣлахъ и разговорахъ Сократовыхъ и оправданіе Сократово предъ судіями» (1762)

## Бібліофіл
За 25 років перебування в Петербурзі зібрав бібліотеку з кількох тисяч томів, яка була однією з найкращих у тодішній Росії. Але вона майже вся загинула під час великої пожежі 23 травня 1771 на Василівському острові, де Григорій Полетика мешкав в дерев'яному будиночку на території морського училища.
Після цього зібрав ще одну колекцію книг і рукописів (переважно з творів, так чи інакше дотичних до історії України), яку заповів сину Василеві.

## Гіпотетичне авторство «Історії Русів»
Василь Григорович Полетика писав у одному з листів 1812 року, що його батько писав історію України, яку і він продовжує писати. Але у частинах архіву Г.Полетики, придбаних В. В. Тарновським і М. О. Судієнком, жодних слідів цього твору не знайдено. Водночас з 1828 відомий рукопис «Історії Русів», авторство якої невідоме — як і авторство передмови до неї (у якій згадується Гр. Полетика та характер його стосунків з Г.Кониським, від якого останній нібито отримав рукопис). На основі цих фактів історик Олександр Лазаревський зробив припущення, що справжніми авторами «Історії Русів» може бути Григорій Полетика і його син Василь.
Такої ж думки дотримувалися Василь Горленко, Ілько Борщак та інші.